# Страшний (Доктор Хаус)
«Страшний» (англ. Ugly)  — сьома серія четвертого сезону американського телесеріалу «Доктор Хаус». Прем'єра епізоду проходила на каналі FOX 13 листопада 2007. Доктор Хаус і його нова команда мають врятувати хлопця з великим виростом на голові під втручанням камер, які знімають фільм про хлопця.

## Сюжет
До початку операції на видалення великого наросту на голові у Кенні починається дефібриляція шлуночків. Хаус має вилікувати хлопця, але йому і команді будуть заважати оператори й журналіст, які вирішили зняти фільм про Кенні. Хаус наказує зробити ізотопне дослідження, але воно нічого не дає. Єдина можлива версія — вживання наркотиків. Всі заперечують це і Хаус наказує зробити ФДР серця. Під час процедури хлопець зізнається, що вживав наркотики, бо сподівається що так зможе переконати лікарів, що з ним все гаразд і операції на обличчі нічого не перешкоджає, проте Тауб йому не вірить. Також у нього починається кашель з кров'ю. Коул думає, що рак шлунку міг викликати внутрішню кровотечу. Тауб з Коулом роблять МРТ і гастроскопію, хоча вона може викликати нову кровотечу, що і трапляється через відмову печінки.
Тринадцята вважає, що у пацієнта може бути мітохондріальне захворювання. Ембер і Тауб роблять тест і він спростовує цю версію. Хаус знає, що ювенівельний ревматоїдний артрит повністю задовольняє симптоми й призначає стероїди. Але Тауб думає, що у хлопця просто завищений мозковий тиск, а це значить, що його можна оперувати. Також стероїди можуть погіршити стан пацієнта. Тауб вирішує дати право вибору батьку Кенні. Той погоджується з думкою Тауба. Хаус вирішує провчити Тауба і дізнається, що той звільнився з клініки хірургічної пластики через особисті проблеми. Невдовзі Тауб дізнається, що закрутив роман з медсестрою. Оскільки він кохає свою дружину, він просто звільнився. Кенні роблять КТ голови й стає ясно, що Хаус правий. Кенні назначають лікування і йому стає краще.
Проте при огляді Хаус помітив, що його мізинець почав сіпатись. А це повністю спростовує його діагноз. Тринадцята вважає, що у Кенні може бути хвороба Лайма, проте немає великих червоних плям на шкірі. Тауб вирішує зробити небезпечний тест, щоб підтвердити, що хлопець здоровий. Після вдалого результату Кенні готують до операції. Проте Тринадцята розуміє, що у пацієнта хвороба Лайма. Лікарі знаходять на шкірі під волоссям червоні плями й Кенні починають лікувати. Згодом його оперують.